# HoopWorld
HoopWorld es un juego de baloncesto arcade multijugador 3 contra 3 con un toque de potencia de kung-fu, lanzado en Norteamérica el 19 de julio de 2010 y en la región PAL el 13 de agosto de 2010 exclusivamente para WiiWare. HoopWorld utiliza un juego de potenciadores, baloncesto y Kung-fu para crear una experiencia única y competitiva que recuerda a Arch Rivals, NBA Jam y Power Stone.

## Jugabilidad
HoopWorld es un juego de baloncesto de deportes de acción en estilo arcade donde dos equipos luchan entre sí para defender sus canchas locales. El objetivo del juego es conseguir la puntuación más alta posible antes de que acabe el tiempo del partido. El jugador corre, pelea, patea, roba la pelota a los oponentes y realiza volcadas y pases de pelota para ganar el partido. Las cajas misteriosas aparecerán aleatoriamente en la cancha durante el partido, revelando uno de los ocho potenciadores que impactan el juego.
El juego viene con tres modos de juego (Partida rápida, Torneo y Supervivencia) y tiene cuatro niveles de dificultad (fácil, normal, dificultad y loco) que permiten al jugador desbloquear equipos y canchas cuando se juega en el modo Torneo. HoopWorld es un juego multijugador fuera de línea que se puede jugar con 1-2 jugadores. También hay una tabla de clasificación en línea que permite a los jugadores cargar sus puntuaciones acumuladas generadas en el modo Torneo. Hay seis canchas disponibles que se encuentran en la naturaleza y lugares al aire libre, como una jungla, un volcán, una isla caribeña, un pueblo griego, un desierto y un bosque místico. Cada cancha está defendida por su equipo respectivo del que el jugador puede elegir.

## Historia
HoopWorld se anunció por primera vez en 2005 para su lanzamiento en XBLA en la primavera de 2006. En septiembre de 2006, el juego se pospuso debido a problemas de calidad y jugabilidad y Streamline Studios anunció el apoyo de ingeniería del desarrollador y editor español Virtual Toys. En 2008, los desarrolladores decidieron lanzar HoopWorld como un título de WiiWare programado para su lanzamiento en 2010. El juego se lanzó en América del Norte y del Sur el 19 de julio de 2010, y en Europa, Australia y Nueva Zelanda el 13 de agosto de 2010, donde está disponible por la misma cantidad de 1000 Wii Points bajo el título HoopWorld BasketBrawl.
El programador Tommy Refenes de la fama de Super Meat Boy fue miembro del equipo de desarrollo.

## Recepción
HoopWorld ha recibido una variedad de reacciones de diferentes medios de comunicación. 1UP citó que los controles del juego vienen con una curva de aprendizaje, pero "cumple ... su promesa de diversión de tres contra tres de la vieja escuela".
Continuando con la idea de la dificultad, RunDLC comentó que la IA te hará "gritar" a veces, pero todavía se consideraba una "nueva y genial versión" del deporte.
Wiiloveit.com elogió el juego por su "nueva dimensión de juego" y los partidos "extremadamente intensos". Aunque se comentó la falta de juego online, se destacó que el juego es "muy divertido", especialmente desde el punto de vista de que es un juego multijugador de calidad para el servicio.
IGN mencionó que el esquema de control "puede requerir algunos ajustes" pero describió a HoopWorld en general como uno de "los títulos de WiiWare más atractivos" y una "alternativa impresionante" a la experiencia NBA Jam que sobresale más allá de los recuerdos nostálgicos de los clásicos arcade.